# Meditrinalias

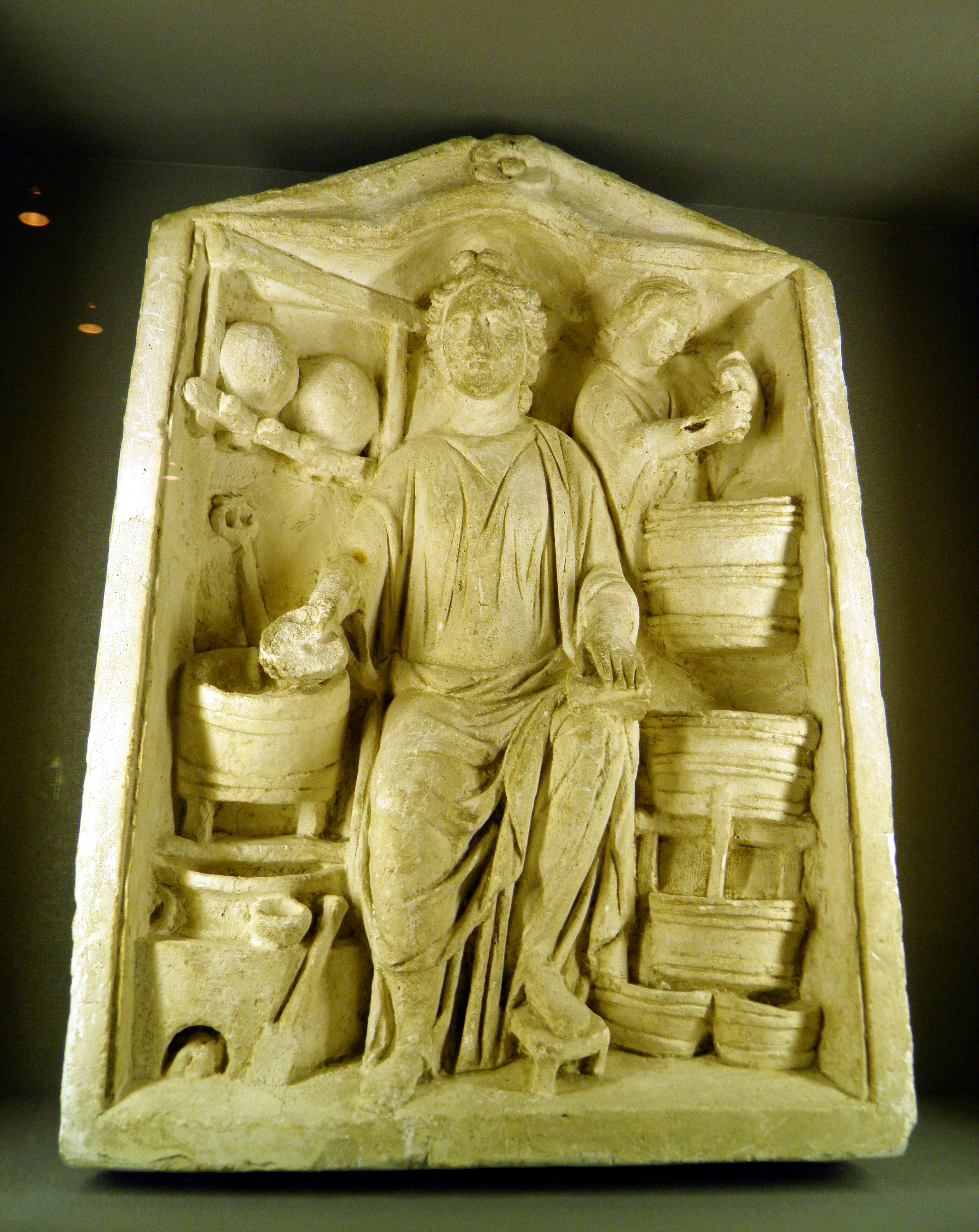
Relieve de Meditrina, diosa del vino y de la salud, en Roman Grand (Andesina), Francia. (7693149718).jpg

Las Meditrinalia, en la religión de la Antigua Roma, eran unas fiestas agrarias que se celebraban el 11 de octubre para celebrar la nueva vendimia, ofreciendo libaciones a los dioses por primera vez en el año. En esa fecha, se comenzaba a probar el vino nuevo con el vino del año precedente, considerando que la mezcla poseía propiedades curativas.

## Etimología
Su nombre proviene, según el gramático romano del siglo II Festo, de la diosa  Meditrina,  Meditrinae o Meritrina, sobre la base que se debía interpretar por Mederi de la que se asegura ser la diosa romana de la salud, la longevidad y el vino, que pasaba por ser una de las hijas del dios de la medicina, Asclepio, que significa "taller donde sanan", con la raíz medeor, con un significado etimológico de "sanar". A esta, la sucedió Salus, con una significación más bien política, equivalente a la Higía griega.
Marco Terencio Varrón en su obra De lingua latina (VI.21) deriva el nombre de la fiesta del poder curativo del vino nuevo.

## Origen y descripción
Existe poca información sobre las Meditrinalia que debieron sobrevivir de la arcaica religión romana, excepto su propia tradición. Se conoce, de alguna manera, su conexión con Júpiter, bajo cuyos auspicios comenzaba la vendimia. Fue una importante ceremonia en la todavía predominantemente agrícola Roma, pero no puede irse mucho más allá, salvo especulaciones.
Las Meditrinalia tenían lugar después de la vendimia, cuando los campesinos romanos trataban el líquido no fermentado obtenido por el prensado de la uva, llamado mustum, "mosto", añadiendo vino del año anterior. Esta mezcla impedía que el vino se agriase. Se procedían a realizar las libaciones, vertiendo el vino a la tierra como ofrenda y bebiendo la mezcla para conservar la salud.
Se pronunciaban una especie de fórmulas mágicas de encantamiento: 
"vetus novum vinum bibo, novo veteri morbo medeor".
""Bebo vino antiguo y nuevo; me curó de las enfermedades antiguas y nuevas".